# Krückenfeh
Die Krückenfeh  ist in der Heraldik eine besondere Form des Pelzwerkes Feh. Sie ist eine Tinktur.
Dargestellt wird im Wappenschild oder Feld eine aus mehreren breiten Krücken (breiter Buchstabe T) gebildeten Figur, die einen Abstand innerhalb einer Reihe untereinander haben. Die freien Flächen je Reihe ergeben zwangsläufig eine kopfstehende Krücke (breites T) in anderer Tinktur. In der Folgereihe wiederholt sich das Muster. Es werden in der Reihe maximal zwei Tinkturen verwendet. Vorrangig werden die Tinkturen Blau und Weiß verwendet, da sie als eine Abart des Eisenhütlein verstanden wird. Bei der gestürzten Krückenfeh ist die Richtung der farbigen T zum Schildhaupt gerichtet.
Diese Fehform hat eine größere Anzahl von Abweichungen. So sind Sturzkrückenfeh, Wechselkrückenfeh, Krückenpfahlfeh und verschobene Krückenfeh weitere gebräuchliche Tinkturen.

## Beispiele

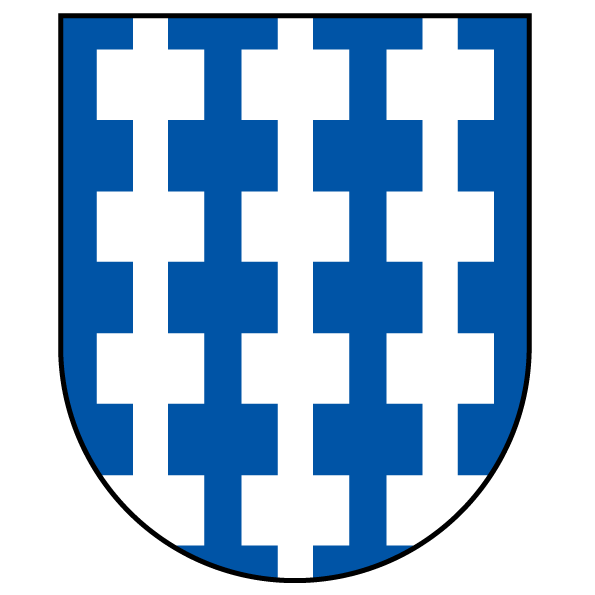
Krückenpfahlgegenfeh
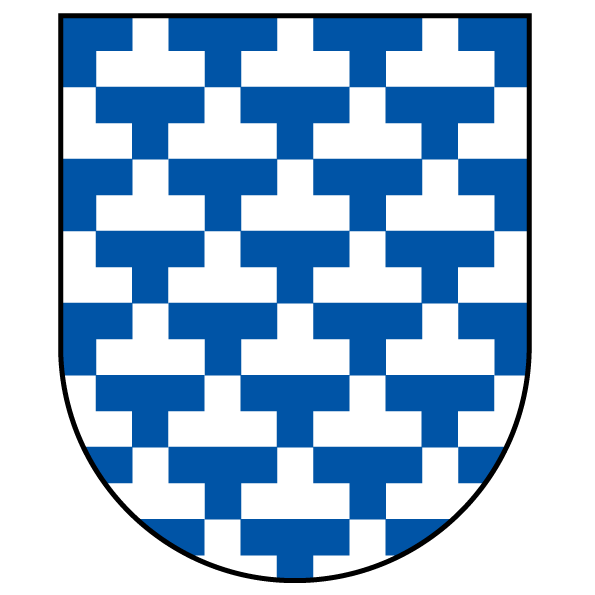
Sturzkrückenfeh
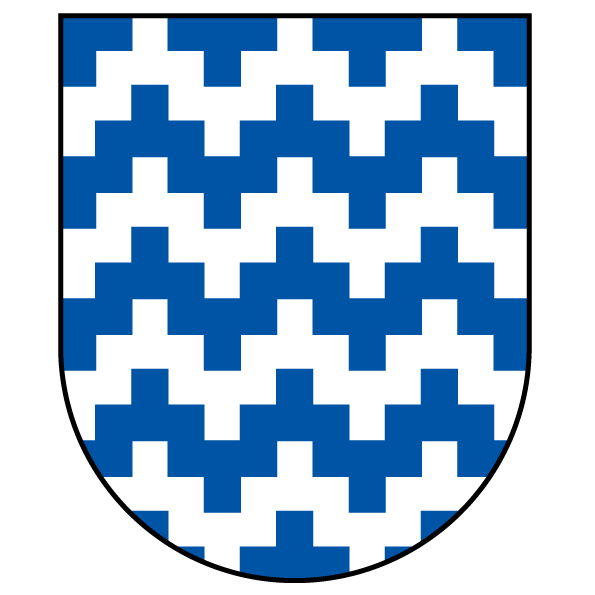
Gegensturzkrückenfeh